# Lauralee Bell
Lauralee Bell (°22 december 1968 in Chicago, Illinois) is een Amerikaanse soapactrice.
Ze is de dochter van soapschrijvers William J. Bell en Lee Philip Bell, de stichters van The Young and the Restless. Lauralee begon in 1983 in die serie als mode. Haar rol werd groter en in 1986 kreeg ze een contract aangeboden.
In 1989 verliet Terry Lester de show, naar eigen zeggen omdat bijna alles rond Lauralee draaide en hij en de andere acteurs niet zoveel aandacht kregen. In 2005 kreeg de zogenaamde recurring status, dat wil zeggen dat ze nog sporadisch aan bod komt. 
Op 4 oktober 1997 trouwde ze. Ze heeft 2 kinderen die in 2001 en 2002 geboren werden. 